# Chirophryne xenolophus
Chirophryne xenolophus är en fiskart som beskrevs av Regan och Ethelwynn Trewavas 1932. Chirophryne xenolophus ingår i släktet Chirophryne och familjen Oneirodidae. Inga underarter finns listade i Catalogue of Life.